# ویتورینو آنتونس
ویتورینو آنتونس (پرتغالی: Vitorino Antunes؛ زاده ۱ آوریل ۱۹۸۷) یک بازیکن فوتبال اهل پرتغال است.
وی همچنین در تیم ملی فوتبال پرتغال بازی کرده است.